# Karnotaurus
Karnotaurus („bik-mesožder“, lat. carne = meso + grč. tauros = bik) je vrsta dinosaura mesoždera iz reda Theropoda. Dobio je naziv po trouglastim rogovima iznad očiju koji podsjećaju na rogove bika.
Nastanjivao je suve ravnice, a možda i pustinje sadašnje Patagonije prije 70 miliona godina.
Otkrio ga je José F. Bonaparte, koji je takođe otkrio mnoge druge južnoameričke dinosaure.

## Opis
Каrnotaurus je bio tipični teropod iz perioda kasne krede. Bio je dug oko 7,5 metara i težio je između 1,6 i 2,9 tona. Tijelo mu je bilo lake građe i pokriveno krljuštima i kvrgama. Noge su mu bile duge, vitke i snažne. Ruke su bile nevjerovatno malene i sa četiri kratka prsta, ali su samo dva središnja zapravo imala kosti prstiju. Uopšte nije ni imao kandže na prstima i oni su bili spojeni i nepokretni. Rep mu je bio dug, debeo i pokretljiv.
Takođe ga karakteriše neobično dug vrat (u odnosu na druge abelisauride) i njegova malena glava sa raljama kockastog oblika.
Oči su mu bile okrenute prema naprijed, pa je vjerovatno imao binokularni vid. Takođe je neobično što, u odnosu na ostatak lobanje, ima vrlo tanku donju čeljust. Do sada niko nije otkrio kako bi ovo moglo da se odražava na ishranu Karnotaurusa.
Na glavi je imao par vrlo neobičnih koštanih kvrga, iznad očiju. Naučnici nisu sigurni čemu su one služile jer su bile prekratke za ubijanje i u najboljem slučaju je Karnotaurus mogao njima samo udariti plijen. Možda su ih mužjaci koristili za privlačenje partnera i tjeranje suparnika.

## U popularnoj kulturi
Karnotaurus je nekoliko puta prikazivan u filmovima, a najpoznatiji je slučaj u Diznijevom filmu Dinosaur. Međutim, tu su dva Karnotaurusa, koja progone krdo dinosaura biljojeda, prikazani slične veličine kao tiranosaur. Inače su bili manji od Iguanodona, glavnog lika iz filma.